# Ismael Ruiz Salmón
Ismael Ruiz Salmón (Santander, 7 de juliol de 1977) és un exfutbolista càntabre que ocupà la posició de migcampista.

## Trajectòria
Sorgeix del planter del Racing de Santander, tot pujant al primer equip a la campanya 95/96, però no seria fins dos anys després quan es consolida al planter racinguista. La temporada 98/99 qualla una bona campanya, disputa 34 partits i marca 4 gols. A partir d'ací encadena èpoques de titulars amb altres de més irregulars, tant en Primera com a Segona Divisió.
L'estiu del 2003 deixa el Racing i fitxa pel Terrassa FC, que militava a la Segona Divisió. Eixa 03/04 apareix en 32 ocasions i marca 2 gols, però no té continuïtat al conjunt egarenc. Posteriorment, Ismael va recalar en equips de Segona B i Tercera, com el Reial Oviedo o el Benidorm CD.